# Friedrich Kiefer (Zoologe)
Friedrich Kiefer (* 9. September 1897 in Karlsruhe; † 18. April 1985 in Konstanz) war ein deutscher Biologe, Zoologe und Lehrer und bekannter Spezialist für die Gruppe der Ruderfußkrebse.

## Lehrer
Kiefer legte am humanistischen Schönborn-Gymnasium in Bruchsal das Abitur ab und war nach seinem Studium zunächst bis 1940 Volksschullehrer in Oberbaldingen, Büsingen, Mönchweiler, Öfingen und Karlsruhe. 1941 wurde er in den höheren Schuldienst übernommen und wurde an das Lessing-Gymnasium in Karlsruhe versetzt. Kurz darauf bekam er den Auftrag, an der neu gegründeten Lehrerfortbildungsanstalt Bad Rippoldsau die Abteilung für Biologie aufzubauen und Referendare auszubilden. 1943 wurde er Studienrat und stellvertretender Direktor der Anstalt. Von 1946 bis zu seiner Pensionierung 1962 unterrichtete Kiefer das Fach Biologie am Alexander-von-Humboldt-Gymnasium Konstanz. 1959 wurde er zum Gymnasialprofessor und Fachberater für den gymnasialen Biologieunterricht am Oberschulamt Freiburg ernannt.
Kiefer verfasste auf Anregung von Otto Schmeil ein „Handbuch für den lebenskundlichen Unterricht an Volks- und Hauptschulen“ dessen Umbruch und alle Unterlagen allerdings einem Bombenangriff auf Leipzig 1944 zum Opfer fielen.

## Forscher
Friedrich Kiefer war neben seinem Beruf als Lehrer ein ausgewiesener Kenner der Copepoden. Auf diese Tiergruppe hatte ihn Robert Lauterborn hingewiesen und gefördert. Weitere Unterstützung fand er zunächst bei Otto Schmeil, bevor er selbst einer der Autoritäten auf dem Gebiet der Copepodenforschung wurde.
So hat er etwa 250 Arbeiten zu dieser Gruppe veröffentlicht und dabei neun Unterfamilien, 45 Gattungen, sieben Untergattungen und 292 Arten neu beschrieben. Weiter hat er von 1927 bis 1928 das System der Cyclopideae und 1932 das der altweltlichen Diaptomidae neu geordnet.
Besonderes Interesse fand bei ihm die Fauna der unterirdischen Gewässer des Lückensystems in den Schottern und Sedimenten von Bächen, Flüssen und Seen. Seine Forschungsergebnisse hat er in mehreren Büchern und Beiträgen zu Handbüchern zusammengefasst, so in der Reihe „Die Binnengewässer“ in denen er die freilebenden Copepoden des Zooplanktons in den westpaläarktischen Gewässern bearbeitet hat. Dabei hat er in über 1500 Zeichnungen etwa 130 Arten der calanoiden und cyclopiden Copepoden bestimmbar gemacht.
Kiefer hat sich auch um den praktischen Gewässerschutz bleibende Verdienste erworben. So hat er ab 1952 daran mitgewirkt, im Zusammenhang mit dem Plan einer Bodensee-Wasserversorgung den Planktonbestand im See genau zu erfassen. Er hat bei diesen Arbeiten erstmals die durch die Eutrophierung des Bodensees verursachte Veränderung des Planktonbestandes im See nachgewiesen. Die entsprechenden Ergebnisse sind in der zweiten Auflage des von Kiefer verfassten Buches „Naturkunde des Bodensees“ veröffentlicht.
Kiefer hat einen beträchtlichen Teil seines Vermögens in den „Professor-Friedrich-Kiefer-Fonds“ eingebracht, der seit 1982 vom Badischen Landesverein für Naturkunde und Naturschutz in Freiburg betreut wird.
Seine weltweit nachgefragte Sammlung von Copepoden befindet sich im Staatlichen Museum für Naturkunde Karlsruhe.

## Mitgliedschaften und Ehrungen
- 1922: Gründungsmitglied der Internationalen Vereinigung für theoretische und angewandte Limnologie
- 1924: ehrenamtlicher Mitarbeiter der Anstalt für Bodenseeforschung der Stadt Konstanz in Staad
- 1934: ehrenamtlicher Kustos der Landessammlungen für Naturkunde in Karlsruhe
- 1951: Dr. h. c. Albert-Ludwigs-Universität Freiburg
- 1962: Ehrenmitglied des Badischen Landesvereins für Naturkunde und Naturschutz e. V.
- 1963: Leiter der Anstalt für Bodenseeforschung der Stadt Konstanz
- 1972: Ehrenmitglied des Naturwissenschaftlichen Vereins Karlsruhe e. V.
- 1974: Ehrenmitglied des Vereins für Geschichte des Bodensees und seiner Umgebung[1]
- 1976: Bundesverdienstkreuz am Bande
- Korrespondierendes Mitglied der Naturforschenden Gesellschaft Schaffhausen

## Schriften (Auswahl)
- Bemerkungen zur Morphometrie des Bodensee-Untersees aus limnologischer Sicht, in: Schriften des Vereins für Geschichte des Bodensees und seiner Umgebung, 79. Jg. 1961, S. 144–148 (Digitalisat)
- mit Ulrich Einsle: Vom Litzelsee bei Markelfingen. Beobachtungen an Kleinkrebsen eines periodischen Frühjahrstümpels, in: Schriften des Vereins für Geschichte des Bodensees und seiner Umgebung, 81. Jg. 1963, S. 1–10 (Digitalisat)
- Die Wasserstände des Bodensees seit 1871, in: Schriften des Vereins für Geschichte des Bodensees und seiner Umgebung, 83. Jg. 1965, S. 1–31 (Digitalisat)
- 100 Jahre metrische Wasserstandsmessung am Bodensee, in: Schriften des Vereins für Geschichte des Bodensees und seiner Umgebung, 96. Jg. 1978, S. 203–216 (Digitalisat)